# إيفا دياز بيريز
إيفا دياز بيريز (بالإسبانية: Eva Díaz Pérez)‏ هي كاتِبة وصحفية ومُدرسة إسبانية، ولدت في 1971 في إشبيلية في إسبانيا.